# -durum
Das Suffix -durum (keltisch -duron/-duros) war eine keltische Ortsnamenendung, die mit „Stadt“ übersetzt werden kann.

## Etymologie
Das keltische duron entwickelte sich aus dem indogermanischen Wort *dhṷor-/*dhur- für 'Tür'. Die Bedeutung war vermutlich 'mit Toren versehen' und entwickelte sich dann zu 'geschlossene Stadt'.

## Deutschsprachiger Raum
Antike Autoren erwähnten mehrere -durum-Orte auf dem heutigen deutschsprachigen Gebiet. Anhand von Steininschriften sind zudem Winterthur (murum vitudurensem) und Solothurn (Salodurum) bekannt.
| latein. Ortsname | heutiger Name/Lokalisierung | Bestimmungswort                   |
| ---------------- | --------------------------- | --------------------------------- |
| Boiodurum        | Innstadt (Passau)           | Volksstamm Boier                  |
| Garavodurum      | wohl Niederösterreich       |                                   |
| Marcodurum       | Düren (?)                   | kelt. marco- 'Pferd'              |
| Salodurum        | Solothurn                   | kelt. sal 'Wasser, Welle, wogend' |
| Sorviodurum      | bei Straubing               |                                   |
| Teudurum         | Tüddern                     | gall. teuto- 'Volk'               |
| Vitudurum        | Winterthur                  |                                   |

## Französischsprachiger Raum
Im französischsprachigen Raum tauchte die Ortsnamensendung häufiger auf, allerdings nicht zwischen der Rhone und den Alpen, im Garonne-Becken und im sogenannten Septimanien. In der Antike erwähnte schon Julius Caesar in seinen Schriften die Orte Octodurum (heute Martigny, Schweiz) und Augustodurum (heute Bayeux).
Das erste -u- von -durum war kurz und die Betonung lag auf der vorhergehenden Silbe, was in den meisten Fällen ein -o- gewesen war. Aus diesem Grund entfiel das erste -u- in der fränkischen Zeit (-odrum) und wurde in der Regel im Französischen zu -eure. Die Entwicklungen konnten jedoch unterschiedlich verlaufen sein und zu anderen Ergebnissen geführt haben.
-eure (nach Aussprache):
- Aujeurres, auf einer merowingerzeitlichen Münze Albiodero genannt (< Albiodorum)
- Chilleurs-aux-Bois (11. Jh. Calodurum)
- Izeure (763 Iciodoro), Yzeure und Yzeures
- Mandeure (Epamanduodurum, die ersten beiden Silben entfielen)
- Pleurs (1052 Plaiotrum)

Teilweise konnte sich das -eure weiter zu -erre verkürzen:
- Auxerre (in fränkischer Zeit Autissiodorum, Autixioderum < Autessiodurum)
- Augers (ausgesprochen Augere, im Mittelalter Aljotrum, Aujotrum)
- Brières (Briodrum, Brioderum < Brivodurum)
- Nanterre (5. Jh. Nemetodorum, 6. Jh. Nemptodorum)
- Tonnerre (6. Jh. Ternodorense castrum < Tornodurum)

Das -erre wiederum verformte sich mancherorts zu -are:
- Briare (Brivodurum, erwähnt im Itinerarium Antonini)
- Bussiares (1204 Boissuerre)

Endung -ore:
- Lugnorre (Schweiz, 1079 Leuconatres)
- Izernore (8. Jh. Isarnodori)
- Waulsort (946 Walciodorus)

Eine außergewöhnliche Deformation der Endung -erre stellt der Ort Saint-Ambroix dar. Er wurde 1208 als Arnuria und 1398 als Arreneure schriftlich erwähnt und ist mit dem Ort Ernodurum aus dem Itinerarium Antonini identisch. Aus dem antiken Namen Diodurum, dem Hauptort der Karnuten, entwickelte sich der Name Jouars. Ebenso versteckt sich hinter dem Ortsnamen Brieulles-sur-Meuse ein -durum-Ort, das in den Texten aus dem 10. und 12. Jahrhundert Briodorum genannt wird.
Als Bestimmungswort diente meist ein Personenname wie Autecios (Auxerre), Burros (Boureuilles), Iccios (Izernore, Izeure oder Issoire) oder Turnos (Tonnerre). Diese sind gallischen Ursprungs, können aber wie in Aujeure (Albinus) oder Pleurs (Pelagius) auch römisch sein.
Die Bestimmungswörter von Avalleur und Nanterre leiten sich vermutlich von den gallischen Wörtern *aballos „Apfelbaum“ bzw. *nemetos „Tempel“ ab. Der Name Ernodurum beinhaltet den Fluss Arnon, der durch Saint-Ambroix fließt.
Die Bezeichnung Durum wurde auch als vorderer Namensbestandteil verwendet wie beispielsweise in Durocortorum (Reims) und Durocatuellauni (Chalons-sur-Marne).